# Kenneth Paal
Kenneth Paal (Arnhem, 24 giugno 1997) è un calciatore olandese naturalizzato surinamese, difensore del QPR e della nazionale surinamese.

## Caratteristiche tecniche
È un terzino sinistro.

## Carriera

### Club
Cresciuto nelle giovanili del PSV, ha esordito in prima squadra il 12 agosto 2017 in un match vinto 3-2 contro l'AZ Alkmaar; giocherà in tutto 6 partite con la prima squadra.
Il 9 giugno 2018 passa in prestito al PEC Zwolle dove disputa 29 partite di Eredivisie per poi essere riscattato il 23 maggio 2019 per 350.000 euro.

### Nazionale
Dopo aver precedentemente giocato con la nazionale olandese Under-17 ha scelto di rappresentare il Suriname, con la cui nazionale maggiore ha esordito nel 2022.
Nel 2025 ha partecipato alla CONCACAF Gold Cup.

## Statistiche

### Presenze e reti nei club
Statistiche aggiornate all'8 marzo 2025.
| Stagione          | Squadra           | Campionato        | Campionato | Campionato | Coppe nazionali | Coppe nazionali | Coppe nazionali | Coppe continentali | Coppe continentali | Coppe continentali | Altre coppe | Altre coppe | Altre coppe | Totale | Totale | Totale |
| Stagione          | Squadra           | Comp              | Pres       | Reti       | Comp            | Pres            | Reti            | Comp               | Pres               | Reti               | Comp        | Pres        | Reti        | Pres   | Reti   |        |
| ----------------- | ----------------- | ----------------- | ---------- | ---------- | --------------- | --------------- | --------------- | ------------------ | ------------------ | ------------------ | ----------- | ----------- | ----------- | ------ | ------ | ------ |
| 2014-2015         | Jong PSV          | ED                | 9          | 0          | -               | -               | -               | -                  | -                  | -                  | -           | -           | -           | 9      | 0      |        |
| 2015-2016         | Jong PSV          | ED                | 34         | 3          | -               | -               | -               | -                  | -                  | -                  | -           | -           | -           | 34     | 3      |        |
| 2016-2017         | Jong PSV          | ED                | 34         | 2          | -               | -               | -               | -                  | -                  | -                  | -           | -           | -           | 34     | 2      |        |
| 2017-2018         | Jong PSV          | ED                | 11         | 0          | -               | -               | -               | -                  | -                  | -                  | -           | -           | -           | 11     | 0      |        |
| Totale Jong PSV   | Totale Jong PSV   | Totale Jong PSV   | 88         | 5          |                 | -               | -               |                    | -                  | -                  |             | -           | -           | 88     | 5      |        |
| 2017-2018         | PSV               | E                 | 5          | 0          | CO              | 1               | 0               | -                  | -                  | -                  | -           | -           | -           | 6      | 0      |        |
| 2018-2019         | PEC Zwolle        | E                 | 29         | 0          | CO              | 3               | 0               | -                  | -                  | -                  | -           | -           | -           | 32     | 0      |        |
| 2019-2020         | PEC Zwolle        | E                 | 19         | 3          | CO              | 2               | 0               | -                  | -                  | -                  | -           | -           | -           | 21     | 3      |        |
| 2020-2021         | PEC Zwolle        | E                 | 27         | 0          | CO              | 1               | 0               | -                  | -                  | -                  | -           | -           | -           | 28     | 0      |        |
| 2021-2022         | PEC Zwolle        | E                 | 25         | 0          | CO              | 0               | 0               | -                  | -                  | -                  | -           | -           | -           | 25     | 0      |        |
| Totale PEC Zwolle | Totale PEC Zwolle | Totale PEC Zwolle | 100        | 3          |                 | 6               | 0               |                    | -                  | -                  |             | -           | -           | 106    | 3      |        |
| 2022-2023         | QPR               | FLC               | 40         | 1          | FACup+CdL       | 1+0             | 0               | -                  | -                  | -                  | -           | -           | -           | 41     | 1      |        |
| 2023-2024         | QPR               | FLC               | 44         | 4          | FACup+CdL       | 1+1             | 0               | -                  | -                  | -                  | -           | -           | -           | 46     | 4      |        |
| 2024-2025         | QPR               | FLC               | 31         | 1          | FACup+CdL       | 1+3             | 0               | -                  | -                  | -                  | -           | -           | -           | 35     | 1      |        |
| Totale QPR        | Totale QPR        | Totale QPR        | 115        | 6          |                 | 7               | 0               |                    | -                  | -                  |             | -           | -           | 122    | 6      |        |
| Totale carriera   | Totale carriera   | Totale carriera   | 308        | 14         |                 | 14              | 0               |                    | -                  | -                  |             | -           | -           | 322    | 14     |        |

### Cronologia presenze e reti in nazionale
| Cronologia completa delle presenze e delle reti in nazionale ― Suriname | Cronologia completa delle presenze e delle reti in nazionale ― Suriname | Cronologia completa delle presenze e delle reti in nazionale ― Suriname | Cronologia completa delle presenze e delle reti in nazionale ― Suriname | Cronologia completa delle presenze e delle reti in nazionale ― Suriname | Cronologia completa delle presenze e delle reti in nazionale ― Suriname | Cronologia completa delle presenze e delle reti in nazionale ― Suriname | Cronologia completa delle presenze e delle reti in nazionale ― Suriname |
| Data                                                                    | Città                                                                   | In casa                                                                 | Risultato                                                               | Ospiti                                                                  | Competizione                                                            | Reti                                                                    | Note                                                                    |
| ----------------------------------------------------------------------- | ----------------------------------------------------------------------- | ----------------------------------------------------------------------- | ----------------------------------------------------------------------- | ----------------------------------------------------------------------- | ----------------------------------------------------------------------- | ----------------------------------------------------------------------- | ----------------------------------------------------------------------- |
| 22-9-2022                                                               | Almere                                                                  | Suriname                                                                | 2 – 1                                                                   | Nicaragua                                                               | Amichevole                                                              | -                                                                       |                                                                         |
| 18-6-2023                                                               | Fort Lauderdale                                                         | Suriname                                                                | 0 – 0 (3 – 4 dtr)                                                       | Porto Rico                                                              | Qual. Gold Cup 2023                                                     | -                                                                       | 6’                                                                      |
| 9-9-2023                                                                | Saint George's                                                          | Grenada                                                                 | 1 – 1                                                                   | Suriname                                                                | CONCACAF Nations League 2023-2024 - 1º turno                            | -                                                                       |                                                                         |
| 12-9-2023                                                               | L'Avana                                                                 | Cuba                                                                    | 1 – 0                                                                   | Suriname                                                                | CONCACAF Nations League 2023-2024 - 1º turno                            | -                                                                       | 74’                                                                     |
| 12-10-2023                                                              | Paramaribo                                                              | Suriname                                                                | 1 – 1                                                                   | Haiti                                                                   | CONCACAF Nations League 2023-2024 - 1º turno                            | -                                                                       | 64’                                                                     |
| 15-10-2023                                                              | Paramaribo                                                              | Suriname                                                                | 4 – 0                                                                   | Grenada                                                                 | CONCACAF Nations League 2023-2024 - 1º turno                            | -                                                                       |                                                                         |
| 24-3-2024                                                               | Almere                                                                  | Suriname                                                                | 1 – 1                                                                   | Martinica                                                               | Amichevole                                                              | -                                                                       | 80’                                                                     |
| 5-6-2024                                                                | Paramaribo                                                              | Suriname                                                                | 4 – 1                                                                   | Saint Vincent e Grenadine                                               | Qual. Mondiali 2026                                                     | -                                                                       |                                                                         |
| 8-6-2024                                                                | The Valley                                                              | Anguilla                                                                | 0 – 4                                                                   | Suriname                                                                | Qual. Mondiali 2026                                                     | -                                                                       |                                                                         |
| 11-10-2024                                                              | Paramaribo                                                              | Suriname                                                                | 1 – 1                                                                   | Costa Rica                                                              | CONCACAF Nations League 2024-2025 - 1º turno                            | -                                                                       |                                                                         |
| 15-10-2024                                                              | Paramaribo                                                              | Suriname                                                                | 5 – 1                                                                   | Guyana                                                                  | CONCACAF Nations League 2024-2025 - 1º turno                            | -                                                                       |                                                                         |
| 21-3-2025                                                               | Paramaribo                                                              | Suriname                                                                | 1 – 0                                                                   | Martinica                                                               | Qual. Gold Cup 2025                                                     | -                                                                       |                                                                         |
| 25-3-2025                                                               | Fort-de-France                                                          | Martinica                                                               | 0 – 1                                                                   | Suriname                                                                | Qual. Gold Cup 2025                                                     | -                                                                       |                                                                         |
| 6-6-2025                                                                | Paramaribo                                                              | Suriname                                                                | 1 – 0                                                                   | Porto Rico                                                              | Qual. Mondiali 2026                                                     | -                                                                       |                                                                         |
| 15-6-2025                                                               | San Diego                                                               | Costa Rica                                                              | 4 – 3                                                                   | Suriname                                                                | Gold Cup 2025 - 1° turno                                                | -                                                                       |                                                                         |
| 18-6-2025                                                               | Arlington                                                               | Suriname                                                                | 0 – 2                                                                   | Messico                                                                 | Gold Cup 2025 - 1° turno                                                | -                                                                       |                                                                         |
| 22-6-2025                                                               | Arlington                                                               | Rep. Dominicana                                                         | 0 – 0                                                                   | Suriname                                                                | Gold Cup 2025 - 1° turno                                                | -                                                                       |                                                                         |
| Totale                                                                  |                                                                         | Presenze                                                                | 17                                                                      |                                                                         | Reti                                                                    | 0                                                                       |                                                                         |

## Palmarès

### Club

#### Competizioni nazionali
- Campionato olandese: 1

PSV: 2017-2018